# Cyphocerastis scheunemanni
Cyphocerastis scheunemanni är en insektsart som beskrevs av Willy Adolf Theodor Ramme 1929. Cyphocerastis scheunemanni ingår i släktet Cyphocerastis och familjen gräshoppor. Inga underarter finns listade i Catalogue of Life.